# 스텝 바이 스텝 (시트콤)
《스텝 바이 스텝》(영어: Step by Step)은 1991년부터 1998년까지 ABC 및 CBS에서 방영된 미국의 시트콤 텔레비전 시리즈이다.

## 출연진
메인
- 패트릭 더피
- 수잰 서머스
- 스테이시 키넌
- 브랜던 콜
- 크리스틴 레이킨
- 퍼트리카 다보
- 크리스토퍼 캐스틸
- 페기 레이
- 사샤 미첼
- 제이슨 마즈든
- 브론슨 핀초